# Barpak Sulikot
Barpak Sulikot (en népalais : बारपाक सुलिकोटी) est une municipalité rurale du Népal située dans le district de Gorkha. Au recensement de 2011, elle comptait 25 389 habitants.
Elle regroupe les anciens comités de développement villageois de Warpak, Swara, Saurpani, Takumajhalakuribot, Takukot, Panchkhuwadeurali et Pandrung.